# 高句麗の軍事史

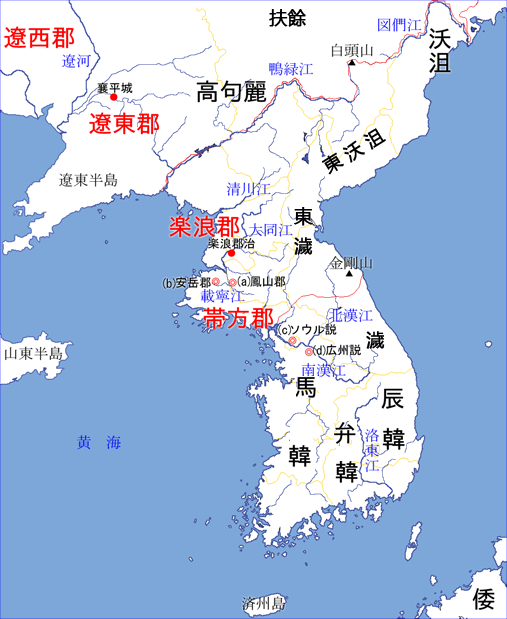
3世紀の高句麗

高句麗の軍事史（こうくりのぐんじし）には三国時代の百済や新羅、歴代の中国の王朝、遊牧国家および民族や、倭国などの対外戦争が含まれる。

## 概要
高句麗は軍国主義国であり、帝国としても東アジアにおいて強い影響力を持った。有力な武将・淵蓋蘇文の死後の内部紛争などにより衰退した668年に新羅と唐の連合軍に滅ぼされた。

## 三国

### 百済
高句麗と百済は朝鮮半島の三国のうちの二国であるが、両者とも扶餘の後裔を自称した。百済の創始者、温祚王は高句麗の創始者の東明聖王の次男と言われるが、高句麗と百済は対立した。4世紀中、近肖古王が領土を高句麗から取って百済を北に広げた。369年、高句麗の故国原王が百済を2万で攻めたが、百済の太子の近仇首王に敗けた。371年、近仇首王が3万で楽浪郡の故地である平壌を攻め、故国原王を戦死させた。韓国の民族主義者には、百済は強力な海軍を持ち、その影響は当時衰退していた中国の前秦の遼西や山東や、九州にまで及んでいたとする意見がある。しかしながら、史料解釈に問題があり、中国・日本などから批判されている。
故国原王の子の故国壌王は386年に百済を攻めた。392年、高句麗の好太王が4万で百済を攻め、10の城郭を落とした。これを受けて百済の阿莘王が393年と394年に反撃したが敗れ、敗北を重ねた百済は衰退した。395年、百済は再び敗けて都を南の漢水に移した。翌年、好太王は都の慰礼城を水陸両路により攻めて百済の58城700村を陥落させ、阿莘王に多数の生口や織物を献上させ、永く隷属することを誓わせた。これにより百済は衰退した。
400年、新羅が百済、伽耶、倭国の連合軍に対抗するため高句麗に救援を要請した。好太王は5万の援軍を送って連合軍を破った。433年、百済と新羅が高句麗に対抗するため同盟を結んだ（第二次羅済同盟）。
472年、百済の蓋鹵王は高句麗を滅ぼすべく中国の北魏と同盟を結ぼうとしたが、不成功であった。475年には好太王の子の長寿王が都を攻めて蓋鹵王を殺した。百済は天嶮の地である熊津に遷都した。
479年、百済と新羅が婚姻により同盟を結んだ。この同盟が高句麗が朝鮮半島全体を支配できなかった理由とされる。551年、百済と新羅の連合軍が漢江を奪回して分割するべく高句麗を攻撃した。553年、百済は大きな犠牲と引き換えに要所を奪回したが、新羅は救援と見せかけて百済を攻撃し、漢江を支配した。百済と新羅は対立し、百済王が戦死した。百済は新羅を612年、624年、627年に攻撃し、642年に高句麗と百済は同盟を結んだ（麗済同盟）。この同盟は新羅との戦いにおいて成功した。

### 新羅
245年、高句麗の東川王が新羅の攻撃を命じたが、248年までは良好な関係を保っていた。新羅の王・訥祇麻立干は長寿王の属国になっていたが、454年に関係を絶った。長寿王は468年に新羅を攻め、江原道を支配し、489年に再び攻め込んで慶尚北道を領土に組み込んだ。
新羅は、553年に百済との同盟を破棄して漢江を高句麗から奪ってから半島において影響力を持ち始めるが、高句麗と百済は政治・軍事・経済の面から新羅を圧迫した。643年、麗済同盟により攻撃されると、武烈王が唐に救援を求めて太宗の唐の高句麗出兵を呼んだ。
660年、百済が高句麗との同盟を棄てて唐・新羅の同盟を結んだ。唐と新羅は8年間高句麗を攻撃したが、淵蓋蘇文に勝つことができなかった。しかし淵蓋蘇文の死後、三人の息子が継承権を巡って争い内戦状態になると、唐と新羅が改めて攻め込み、668年11月に高句麗は滅ぼされた。

## 中国の王朝
高句麗は1世紀から独立国家としての躍進を始めた。太祖大王は隣国の濊人や沃沮を滅ぼし、太祖大王の死後も漢の四郡や遼東を繰り返し攻めた

### 魏晋南北朝
244年、三国時代の魏の部将、毌丘倹は高句麗を攻め、丸都を蹂躙した。魏は259年に再び攻めたが敗けた。『三国史記』によれば中川王は精鋭騎兵5,000で魏軍を攻め、8,000人を斬ったという。同時代の遼東公孫氏の公孫度は高句麗を討伐して遼東政権を築いたことで知られる。
高句麗がその支配を遼東にまで広げると、313年に最後の漢四郡である楽浪郡を美川王が支配して朝鮮半島の北部を手に入れた。これにより400年続いた中国の朝鮮半島の支配を終わらせた。
342年冬、遼西に前燕を建国した鮮卑慕容部の慕容皝に丸都を落され、臣従した。前燕は扶餘も346年に攻撃し、朝鮮半島への移動を誘発している。355年には前燕から征東将軍・営州刺史・楽浪公・高句麗王に冊封された。前燕が前秦に滅ぼされると引き続いて前秦に臣従した。385年、故国壌王が前燕の後継である後燕を攻撃した。400年、後燕は好太王の高句麗を攻撃したが敗けた。402年、好太王は後燕の都龍城の近くの宿軍城を陥落させた。405年と406年、後燕軍は高句麗の遼東城と木底城を攻撃したが、いずれも敗けた。好太王が遼東全体を支配したことにより、高句麗は古朝鮮の領土を支配したという。遼東の支配は7世紀まで及んだ。

### 隋
589年、中国南北朝を統一した隋は現在のベトナム北部を支配し、チャンパ王国を蹂躙し、中国北部や中部の要所を支配して周辺の遊牧民に備えた。598年、高句麗が遼西を攻撃すると、隋の文帝は水陸両路より反撃したが敗れた。612年、煬帝が100万の大軍を動員して高句麗に遠征した。隋軍は遼東を攻めあぐね、30万5千の軍に平壌を攻撃させた 。しかし乙支文徳の活躍により30万5千のうち2,700しか戻らなかったという。煬帝は遠征から引き返した。
煬帝は高句麗を滅ぼすことに固執し、613年と614年に再び攻撃したが、高句麗の戦術、激しい抵抗、部将の活躍の前に大敗した。また、613年の遠征は楊玄感等の内乱や洪水等により引き返すことを余儀なくされた。煬帝の激しい高句麗遠征と大敗は隋の滅亡に寄与することが大きかったという。

### 唐
武将の淵蓋蘇文は唐の高句麗遠征を予期し、クーデターを起こして宝蔵王を擁立し、軍事政権によって唐の進出に対抗した。高句麗は緒戦で善戦し、唐の太宗が親征した第1次侵攻を撃退し、百済と結んで新羅を攻めた。新羅の宗主国である唐はこれを受けて新羅を全面支援し、660年には百済が滅亡、663年の白村江の戦いで百済の残存勢力も一掃され、高句麗は孤立した。高宗の時代になって唐が戦略を持久戦に転換すると、高句麗の国力消耗は著しくなり、その上に淵蓋蘇文の死後子の間で内紛が生じると、唐・新羅連合軍は第3次侵攻を起こして王都平壌を攻め、668年に宝蔵王は投降。ここに高句麗は滅亡した。

## 遊牧民族
395年、好太王が契丹を攻撃し大勝した。
398年、好太王がツングース系狩猟民族である満洲の粛慎を討伐した。
479年、長寿王が契丹を攻め、地豆于を柔然と連合して攻めた。

## 倭国
404年、好太王が倭国の帯方郡の攻撃を打ち破り、多大な被害を与えた。